# Ryosuke Shindo
Ryosuke Shindo (進藤 亮佑 Shindo Ryosuke?), född 7 juni 1996 i Hokkaido prefektur, är en japansk fotbollsspelare.
Shindo började sin karriär 2015 i Consadole Sapporo (Hokkaido Consadole Sapporo). Han spelade 99 ligamatcher för klubben.